# トーリー党
トーリー党、トーリー
1. イギリスのトーリー党、現在の保守党の前身になる政党→トーリー党 (イギリス)
2. カナダの保守党、保守党と進歩保守党を指して"Blue Tory" "Red Tory"のように用いる→保守党 (カナダ)
3. アメリカ独立戦争でイギリスからの独立に反対した人たちを指してトーリーと言った。本項で解説。

アメリカ独立戦争に於いて「トーリー」の用語はイギリス政府に忠誠を誓う人々、王党派に対して用いられた。18世紀の初めに「トーリー」は議会右派の国王支持派に対して用いられた。革命の期間、特に1776年の独立宣言の後に「トーリー」はイギリス政府に忠誠心を持ち続ける者全てに用いられるようになった。カナダ、ノヴァスコシアあるいはバハマ諸島に入植した王党派の人々はロイヤリスト（この場合は特に英国王への忠誠を誓う人を意味する）として知られる。
「トーリー」はしばしば革命派によって中立派に対して軽蔑的に用いられた。したがって、トーリー党の市民軍はアメリカ独立戦争中イギリス側につくこととなった。